# Guido Pozzo
Guido Pozzo (Trieste, 26 dicembre 1951) è un arcivescovo cattolico italiano, dal 17 gennaio 2019 sovrintendente all'economia della Cappella musicale pontificia sistina.

## Biografia
Nasce a Trieste, città capoluogo di provincia e sede vescovile, il 26 dicembre 1951.

### Formazione e ministero sacerdotale
Dopo aver frequentato il Liceo ginnasio Francesco Petrarca a Trieste, nel 1970 entra come alunno nell'Almo collegio Capranica; compie gli studi presso la Pontificia Università Gregoriana conseguendo il baccellierato in filosofia, la licenza in teologia dogmatica e il dottorato in teologia.
Il 24 settembre 1977 è ordinato presbitero, nella cattedrale di Trieste, dall'arcivescovo Pietro Cocolin.
Dopo l'ordinazione collabora con la parrocchia cittadina di Santa Teresa di Gesù Bambino ed è insegnante nel seminario vescovile.
Il 4 maggio 1987 inizia il servizio come officiale presso la Congregazione per la dottrina della fede; contemporaneamente è insegnante alla Pontificia Università Lateranense. Nel 2003 è nominato segretario aggiunto della Commissione teologica internazionale.
Il 21 novembre 2004 riceve il titolo onorifico di prelato d'onore di Sua Santità da papa Giovanni Paolo II.
L'8 luglio 2009 papa Benedetto XVI lo nomina segretario della Pontificia commissione "Ecclesia Dei"; succede a Mario Marini, deceduto il 24 maggio precedente.

### Ministero episcopale
Il 3 novembre 2012 papa Benedetto XVI lo nomina arcivescovo titolare di Bagnoregio ed elemosiniere di Sua Santità; succede a Félix del Blanco Prieto, dimessosi per raggiunti limiti di età. Il 17 novembre seguente riceve l'ordinazione episcopale, nella basilica di San Lorenzo in Damaso a Roma, dal cardinale Tarcisio Bertone, segretario di Stato della Santa Sede, co-consacranti gli arcivescovi Gerhard Ludwig Müller (poi cardinale), prefetto della Congregazione per la dottrina della fede e Giampaolo Crepaldi, arcivescovo-vescovo di Trieste.
Il 30 aprile 2013 è nominato consultore della Congregazione per la dottrina della fede.
Il 3 agosto dello stesso anno papa Francesco lo nomina nuovamente segretario della Pontificia commissione "Ecclesia Dei"; lascia l'incarico di elemosiniere di Sua Santità all'arcivescovo Konrad Krajewski.
Il 17 gennaio 2019 papa Francesco sopprime la Pontificia commissione "Ecclesia Dei" e lo nomina sovrintendente all'economia della Cappella musicale pontificia sistina.

## Genealogia episcopale
La genealogia episcopale è:
- Cardinale Scipione Rebiba
- Cardinale Giulio Antonio Santori
- Cardinale Girolamo Bernerio, O.P.
- Arcivescovo Galeazzo Sanvitale
- Cardinale Ludovico Ludovisi
- Cardinale Luigi Caetani
- Cardinale Ulderico Carpegna
- Cardinale Paluzzo Paluzzi Altieri degli Albertoni
- Papa Benedetto XIII
- Papa Benedetto XIV
- Cardinale Enrico Enriquez
- Arcivescovo Manuel Quintano Bonifaz
- Cardinale Buenaventura Córdoba Espinosa de la Cerda
- Cardinale Giuseppe Maria Doria Pamphilj
- Papa Pio VIII
- Papa Pio IX
- Cardinale Gustav Adolf von Hohenlohe-Schillingsfürst
- Arcivescovo Salvatore Magnasco
- Cardinale Gaetano Alimonda
- Cardinale Agostino Richelmy
- Vescovo Giuseppe Castelli
- Vescovo Gaudenzio Binaschi
- Arcivescovo Albino Mensa
- Cardinale Tarcisio Bertone, S.D.B
- Arcivescovo Guido Pozzo